# میخائیل یفریمف
میخائیل یفریمف (انگلیسی: Mikhail Olegovich Yefremov؛ زادهٔ ۱۰ نوامبر ۱۹۶۳) یک هنرپیشه اهل اتحاد جماهیر سوسیالیستی شوروی است. وی از سال ۱۹۷۶ میلادی تاکنون مشغول فعالیت بوده است.
او دانش‌آموختهٔ تئاتر هنری مسکو و فرزندِ هنرپیشه و تهیه‌کنندهٔ نامدار روس اولگ یفریمف است.
از فیلم‌ها یا برنامه‌های تلویزیونی که وی در آن نقش داشته است می‌توان به ۱۲، حمله به لنینگراد، صاعقه سیاه اشاره کرد.